# ديفاين براون
ديفاين براون هي مغنية وعازفة جاز وممثلة كندية، ولدت في 9 سبتمبر 1974 في تورونتو في كندا.

## وصلات خارجية
- ديفاين براون على موقع IMDb (الإنجليزية)
- ديفاين براون على موقع ميوزك برينز (الإنجليزية)
- ديفاين براون على موقع ديسكوغز (الإنجليزية)